# Поглотитель
Поглотитель (англ. The Absorbing Man), настоящее имя Карл «Крашер» Крил (англ. Carl "Crusher" Creel) — персонаж, появляющийся в комиксах издательства Marvel Comics. Создан писателями Стэном Ли и Джеком Кёрби. Первое появление персонажа произошло в комиксе Journey into Mystery, в выпуске #114 (март, 1965).
За эти годы он появлялся в нескольких кроссоверах Marvel Comics, таких как оригинальные Secret Wars и Fear Itself.
Поглотитель уничтожает все, к чему прикасается, принимая при этом форму и свойство предмета. В одноименном сериале "Великий Человек-паук" он участвовал в битве с человеком-пауком. Крилу было дано право принять форму любого материала, которого он коснётся, «поглощая» свойство самого материала. На протяжении многих лет способность работала как в его пользу, так и против него, например, превращала в воду, затем смешивала с грязью, чтобы стать ею. Однажды он стал кокаином и должен был собраться сам. Поглотитель получил силы Асгардского бога Локи в заговоре, чтобы победить брата Локи - Тора. Во время сюжета Secret Wars Крил был влюблён в супер-злодейку Титанию, они были связаны десятилетиями. Во время событий сюжета Fear Itself Крил приходит во владение божественного Асгардского молота, предоставляя ему усиленные силы и превращая его в Грейтофа - «Разрушителя Заветов».
Во время дебюта в Серебряном веке комиксов, Поглотитель был показан более четырех десятилетий в непрерывности Marvel и других продуктах, одобренных компанией: анимационные телесериалы, видеоигры и товары, такие как коллекционные карты.
Персонаж появился в нескольких анимационных телесериалах и видеоиграх, а также в экранизации телесериала Marvel Cinematic Universe и Агенты «Щ.И.Т.», где был сыгран Брайаном Патриком Уэйдом.

## История публикации
Поглотитель впервые появляется в Journey into Mystery #114 (март 1965) и был создан Стэном Ли и Джеком Кёрби.

## Биография
Карл «Крашер» Крил был боксером. После того как он попал в тюрьму и стал преступником, где стал Поглотителем, выпив жидкость, которую бог Асгарда Локи пронизал волшебным зельем. Узнав, что он может поглотить свойства всего к чему прикоснётся, Крил сбегает из тюрьмы, поглощая металл из патронов стражей, и продолжает сражаться с Тором. Во время побега он берет с собой шар и цепь, к которой он привязан, и использует их как оружие. Несмотря на то, что он всего лишь смертный, фантастические способности Крила делают его достойным противником для Тора, которого позже вынуждают закончить битву из-за Джейн Фостер, которая была похищена Локи. Затем Крил врывается в дом и атакует оккупантов.
Тор приходит на помощь и делает так, чтобы Крил изменил свою атомную структуру на чистый гелий. Тор реализует это, используя силы своего молота, чтобы преобразовать молекулярный состав земли. Поскольку Крил приобретает дополнительную массу от непосредственного контакта с Землей, он отправляется в свободный полёт в атмосфере.
Спустя некоторое время Локи извлекает Крила из космоса после убийства Асгардского чернокнижника и отправляет Крила обратно на битву с Тором, используя технологию Асгардцев. После того, как Крил почти был побеждён из-за боевых навыков Тора, Локи переносит его в Асгард и показывает истинный источник его «поглощающих» сил. Локи смиряется, и Крил соглашается выступить в роли его агента - он был призван захватить город. Поглотитель побеждает асгардских легионеров без особых проблем и в конечном итоге сталкивается с самим Одином. Крил поглощает атаки Одина, а затем свойства самого Асгарда, надеясь управлять Вселенной, и он возвышается над Одином, когда Локи прибывает, чтобы злорадствовать. Тор распорядился Одином не продолжать атаку. Локи и Крил затем избиваются обманом; как только он получил «Род правителя» Одина, две ссоры над ним, Поглотитель пытается поглотить стержень, и они находят, что они не могут отпустить. Затем Один советует им, чтобы его сила лежала не в одном объекте, а в глубине самого себя. Затем пару изгоняют в космос.
Поглотитель в конечном итоге возвращается на комету и сражается с Халком. Брюс Бэннер был отправлен, чтобы отвлечь комету, так как опасался, что он радиоактивен, но Поглотитель прыгнул на борт и начал поглощать силу Халка. Он пытается похоронить Халка под горой, но когда Халк возвращается к человеческой форме, Поглотитель не может поддерживать большой вес и был похоронен.
Тем не менее, Крил продолжает сражаться со многими другими героями, такими как Мстители, Сорвиголова, Искра, Халк, и Человек-паук. Он один из злодеев, который участвует в «Тайных войнах», а также развивает романтические отношения с сверхсильной злодейкой Титанией. Пара также присоединилась к реформированной четвертой версии «Повелителей зла». У Крила было еще несколько битв с Тором (и Эриком Мастерсоном Тором) и перестрелка с космическим героем Квазаром. Он помогал Кроссбоунсу в плане атаки на Капитана Америку.
Когда Поглотитель узнал, что Кроссбоунс был предназначен для взрыва бомбы в Нью-Йорке, он поглотил свойства щита капитана Америки, чтобы сдержать взрыв, при этом заявив, что он не убийца.
Крила позже заключают в экспериментальную тюрьму «Муравей-Хилл» в Нью-Йорке под названием Большой дом, где все заключенные уменьшаются в размерах через «частицы Пима», созданных Хэнком Пимом. Женщина-Халк срывает его попытку побега.
Поглотитель избегает тюрьмы и находит союзников с Филином в качестве инфорсмента, оказывается противником Человека-паука и нового героя Этана Эдвардса (позже признанного замаскированным Скруллом). Он ненадолго попадает в ловушку и превращается в новую форму кокаина одним из оперативников Филина, когда они испытывают разочарование своим непрофессиональным подходом, с новым наркотиком, который коротко дает степень его способности, тем кто его употребляет, в итоге ему удается добраться до канализации и отправляется мстить Филину. Человек-паук умудряется победить Крила, заманив его в ловушку, где он поглощает несколько брошенных ему объектов, кульминацией которых является то, что Крил поглощает два различных химических элемента, которые взрывают его.
Поглотитель позже сражается и по-видимому был убит героем Часовым во время Гражданской войны. Однако позже он появляется на похоронах злодея Стилтмэна.
Крил и Титания позже вступают в конфликт с Женщиной-Халком и её партнером Скруллом Джазиндой после того, как они пытаются арестовать двоюродного брата Крила Роквелла «Хай-Лит» Дэвиса.
Во время Тёмного правления Крил присоединяется к новой версии Легиона Проклятых во главе с Жнецом. После поражения он сбегает из тюрьмы и поглощает осколок Космического Куба.
Также герой терпит неудачу, когда злодей Норман Озборн использует заколдованный меч, предоставленный Локи чтобы полностью удалить его поглощающие способности.
Крил оказался отцом героя Стоунволла.
Поглотитель восстанавливает свои силы и штурмует башню Мстителей, чтобы восстановить свой шар и цепь. Он побежден координаторами Мстителей Марией Хилл, Шэрон Картер и Викторией Хэнд после поглощения холода.
Во время Страха во Плоти Крил и Титания сталкиваются с двумя божественными молотами, которые содержат сущности Достойных, генералов брата и противника Одина, Кула Борсона. Вступая в контакт с молотами, Титания и Крил были преобразованы в Скирна: «Разрушительница людей» и Грейтооту: «Разрушителя Заветов» соответственно. Позже они пошли на ярость, изображенную в ряде книг Fear Itself, в первую очередь, в Avengers Academy #15-19 и Iron Man 2.0 #5-6, а также в качестве основной мини-серии сюжетной линии.
Во время Осу Поглотитель появляется как член неназванной группы суперзлодеев Магнето во время борьбы с Красным Натиском Красного Черепа. Он на время превращается в героя, когда каждый на острове испытывает моральную инверсию, поскольку Доктор Дум и Алая Ведьма пытаются вывести Чарльза Ксавьера к Красному Черепу, присоединяясь к новым Удивительным Мстителям, собранным Стивом Роджерсом и Человеком-пауком, чтобы противостоять перевернутым героям. Поглотитель позже возвращается к злодейской версии, когда инверсия отменяется.
Когда Поглотитель и Титания ограбили броневик их планы сорвала Женщина Тор. При встрече с ней Крил издевался над ней за то, что она женщина и за то, что взяла имя Тора для себя, на что она ответила тем, что сломала ему челюсть. Тогда в бой с ней вступила Титания. Но в отношении того, что она делала, она выбила мужа своим оружием и сдалась.
Во время Тайных войн Поглотитель входит в число злодеев, посещающих смотровую площадку Кингпина для того чтобы посмотреть вторжение между Землей-616 и Землей-1610.
Во время сюжета Мстители: Противостояние!, Поглотитель был заключенным Плезант-Хилла, закрытого сообщества, созданного Щ. И. Т.ом Использовавшего Кубик, Щ.И.Т. превратил Поглотителя в человека по имени Гарольд. Во время своего пребывания в Гарольде, Поглотитель управлял фургоном с мороженым и был влюблен в Шерифа Еву. Когда Барон Земо и Фиксер восстановили воспоминания о заключенных, Поглотитель присоединился к восстанию с Вихрем. Члены иллюминатов Капюшон и Титания прибыли в Плезант-Хилл, чтобы получить Поглотителя. Хотя он был потрясен тем, что имел нормальную жизнь, вызванную Щ.И.Т.ом, Поглотитель сражается с Иллюминатами, поскольку они работают над тем, чтобы собрать других заключенных, чтобы отомстить Щ.И.Т.у.
В какой-то момент Поглотитель был заключен в тюрьму с пытками в глубоком космосе. Он был побежден Черным Громом в бою. Поглотитель позже познакомился с Чёрным Громом и другими заключенными Блинки, Металмастером и Раавой.
Во время Открытия Сальво в сюжете Тайной империи Поглотитель был завербован Бароном Гельмутом Земо, чтобы присоединиться к Армии Зла.

## Силы и способности
Выпив магическое зелье, Крашер Крил стал обладать способностью поглощать свойства всего, к чему он прикасается — газы, жидкости, твердые материи и источники энергии. Эта трансформация также распространяется на одежду и шар с цепью, в который Крил был одет, когда зелье вступило в силу (например, если Крил касается металла титана, его тело, одежда и шар с цепью приобретают внешний вид и свойства титана). Если объект большой (например, здание), Крил может поглотить достаточную массу, чтобы достичь той же высоты. Крил также сохраняет свой интеллект и способности к речи и полное физическое передвижение (хотя его первая попытка поглотить воду стоила ему его здравомыслия, когда он дрейфовал) и может реформировать, если его тело каким-либо образом повреждено в измененной форме, которую он обнаружил, когда Росомаха отрезал ему руку во время Тайных войн, когда он был в каменной форме, и он держал её на месте, когда он отключил свои силы.
Общая сила Крила увеличивается пропорционально прочности поглощаемого материала. Почти нет предела тому, что Крил может поглотить, поскольку он поглотил свойства бронзы, кокаина, Космическое Копьё Одина и позднее циклонический шторм,, бриллиант, стекло, свет, скалу, шёлк, почву, шипы, сталь, молот Тора Мьёльнир, воду и даже свойства самого Асгарда. Хотя поглощение силы Стража оказалось слишком большим для Крила, создавшую перегрузку его энергией и убившей его.
Теперь Крил также способен комбинировать ранее поглощённые способности.

## Другие версии

### Эра Апокалипсиса
В Age of Apocalypse Поглотитель (наряду с Дьябло) работает в тюрьме в Мексике.

### Земля Икс
В ограниченной серии Earth X, установленной в альтернативной вселенной Земля-9997, Крил также способен поглощать знания, когда он сделал, поглотив знания Альтрона и в конечном итоге смог запомнить всё, что было ранее поглощено, и отобразить любой из этих воспоминаний по своему желанию.

### День М
В House of M Поглотитель рассматривается как член Повелителей Зла Капюшона.

### Marvel Zombies
В реальности Marvel Zombies Крил как зомби и работает на зомби Кингпина. Он сражается с Человеком-машиной, находясь в каменной форме. Его обманули в поглощении слабого физического состояния зомби-Карнака и Человек-машина быстро разрушает его голову.

### Старик Логан
В реальности Old Man Logan пожилой Соколиный глаз показывает Логану, что Поглотитель и Магнето несут ответственность за убийство Тора.
Воспоминание также показало, что Мистерио использовал его иллюзию среди других злодеев, чтобы обмануть Росомаху, убив своих Людей-Икс.

### Marvel Apes
В реальности Marvel Apes Поглотитель — Мандрилл под названием Мандрил Поглотитель. Он является членом Мастер-Братства Злых обезьян.

### JLA/Avengers
Поглотитель находится среди контролируемых разумом злодеев, защищающих крепость Крона, когда герои нападают на неё.

## Вне комиксов

### Телевидение

#### Кинематографическая вселенная Marvel
- Поглотитель появляется в первой и второй серии второго сезона телесериала Агенты «Щ.И.Т.» где его сыграл актер Брайан Патрик Уэйд.[62] Согласно утверждению директора Колсона, Поглотитель — бывший боксер-тяжеловес, использовавший свою силу поглощения, чтобы нокаутировать противников. Был агентом Гидры, чтобы получить редкий артефакт Крии и убивает нескольких агентов, работающих на Щ. И. Т.[63] Используя специальное устройство, Фил Колсон парализует Крила и передает его Гленну Тэлботу и военным.[64] Персонаж появляется в третьем сезоне, где он работает для Гленна Тэлбота, который является новоназначенным главой Передового Подразделения Сдерживания Угроз.[65] В пятом сезон Крил работает на Гидру, пока не узнаёт от Колсона, что те держат в плену Тэлбота, после чего помогает бежать Колсону и Тэлботу.

- Во второй серии телесериала Сорвиголова, Карл Крил является соперником Джэка Мёрдока, отца Мэтта Мёрдока. Джек хотел бросить бой по предложению Роско Суини, но вместо этого решил стать примером для своего маленького сына. Сам Крил в кадре не появился.[66] Продюсер Джеф Лоэб подтвердил, что это тот же Крил, который появляется в телесериале Агенты Щ. И. Т. прежде чем получить свои способности.[67]

#### Мультсериалы
- Появился в одной серии мультсериала «Невероятный Халк» 1996-97 года.[68] Озвучен Джимом Каммингсом.[69] В этом мультсериале Поглотитель работал на мисс Прелесть и был втайне влюблён в неё. Мисс Прелесть с трудом поймала и загипнотизировала Брюса Бэннера, чтобы он её любил. Поглотителю это не нравилось и на одном задании, в котором также участвовал Брюс, он вырубил его. Брюс превратился в Серого Халка, и Серый Халк очень сильно ударил Поглотителя. Серый Халк стал „Мистером Нет Проблем“, и он начал разорять компанию мисс Прелесть. Поглотителю это надоело, и он вступил в схватку с Серым Халком. Битва закончилась тем что Серый Халк разгипнотизировал Брюса Бэннера и обратно превратился в него. Позже Брюс обманул и вылечил мисс Прелесть от способности гипнотизировать людей. Когда мисс Прелесть арестовали, Карл признался ей в своих чувствах, и она ответила ему взаимностью.
- Поглотитель появляется в сегменте Тора в 1966 году в The Marvel Super Heroes.[70]
- Появлялся в нескольких сериях мультфильма „Халк и агенты У.Д.А.Р.“.[71] Был озвучен Джонатаном Адамсом.[69]
- Появился в одной серии мультфильма „Совершенный Человек-паук“.
- Являлся членом Повелителей зла в мультсериале „Мстители. Всегда вместе“.[72] Был озвучен Оливером Беккером.[69]
- В мультсериале „Мстители. Величайшие герои Земли“ Поглотитель появился в 3 серии 1 сезона.[73] Был озвучен Риком Д. Вассерманом.[69] Сначала разозлил Халка и вступил с ним в бой. После боя был помещён в тюрьму КУБ. Сбежал вместе с другими заключёнными. Позже, в 13 серии был побеждён Тором. Был заключённым в тюрьме в Негативной зоне.
- Поглотитель появляется в мультсериале „Мстители, общий сбор!“[74] Был озвучен Джонатаном Адамсом.[69]
- Поглотитель появляется в Совершенный Человек-паук: Паучие войны.[75] Озвучил снова Джонатан Адамс.[69]
- Поглотитель появляется в мультсериале «Мстители: Дисковые войны». Озвучил Ясухико Кавадзу.[69]
- Поглотитель появляется в мультсериале Человек-паук. Озвучен Греггом Бергером.[76]

### Кино
- «Халк» (2003) — Ник Нолти.

Ник Нолти в роли Дэвида Бэннера в фильме «Халк».

В фильме Поглотитель представлен именем другого персонажа комиксов — Дэвида Бэннера, отца Брюса Бэннера, хотя некоторые черты характера и видение Халка как «новую ступень человеческой эволюции», роднят его с другим противником Халка — Вождём.
Дэвид Бэннер был учёным-биоинженером, работающим на Армию США, всю жизнь мечтавшим создать новый вид homo sapiens, который будет неуязвим и способен быстро регенерироваться, для чего проводил опыты с ДНК морской звезды и земноводными. Начальник Дэвида, полковник Таддеус Росс, отказывает ему в предоставлении испытуемых-людей, так как вакцина учёного действует непосредственно на иммунную систему человека, что с почти 100 % шансом может привести к летальному исходу. Бэннер решается проверить вакцину на себе, но та не оказывает на него никакого эффекта. Позже у него рождается сын Брюс, и анализы крови показывают, что вакцина не просто передалась ребёнку, но и сосуществует с ним на генном уровне, из-за чего мальчик почти не восприимчив к боли, но в момент повышенного стресса вызывает сильные изменения в пигментации кожи, придавая некоторым её участкам зеленоватый оттенок. Дэвид пытается найти способ «лекарства» для сына (хотя скорее всего, он искал безопасный способ выведения активных компонентов вакцины из организма). Когда полковник Росс, подозревая неладное, убедил Пентагон закрыть проект Бэннера, Дэвиду ничего не остаётся, кроме как спровоцировать взрыв ядерного реактора военной базы, где он жил и работал, а также пытается убить сына, ведь он не знал, какой эффект вакцина в его ДНК окажет в будущем. Но на защиту ребенка становится его мать. Дэвид вступает с ней в борьбу и случайно убивает, за что попадает в специальную тюрьму на очень долгий срок. После инцидента, и узнав всю правду о мальчике, Росс решается «замести следы» просто отдав мальчика в приёмную семью.
Спустя годы, Брюс Кренцлер (по фамилии приёмных родителей) вырастает, не вспоминая первых лет жизни, которые порой возвращаются в виде ночных кошмаров, и устраивается на работу в научно-исследовательский институт, где проводит те же исследования по улучшению человеческого генома путём применения внедрения наномедов и облучения гамма-радиацией. В это же время Дэвид Бэннер выходит (или сбегает) из тюрьмы и устраивается уборщиком в лабораторию сына, где по ночам просматривает записи учёных, пытаясь продолжить свои собственные исследования. Той ночью, когда Брюс впервые превращается в Халка, Дэвид становится свидетелем превращения, и видит в зелёном гиганте своего «настоящего сына». Позже, когда возлюбленная Брюса, и, по совместительству, дочь генерала Росса, Бетти, приходит к нему, Дэвид рассказывает ей свою историю, а после натравливает на неё мутированных от крови Брюса гончих, решив отнять у человека, что некогда отправил его за решетку, дочь, попутно звоня и рассказывая об этом сыну, только чтобы спровоцировать новое превращение.
Горя желанием заполучить такую же силу, как у Халка, Бэннер использует кровь сына и проходит через ту же процедуру, жадно всасывая в себя наномеды и давая гамма-лучам облучить его со всех сторон. В результате этой процедуры, он становится Поглотителем: теперь к чему бы он ни прикоснулся, молекулы его ДНК будут «поглощать» свойства этого объекта и воспроизводить их в той части тела, которую Бэннер сам пожелает. Когда обоих, отца и сына хватают военные, готовясь отправить пожизненно в столь защищённую тюрьму, что никто и никогда не вспомнит о них, Дэвид Бэннер сначала отрекается от Брюса-человека, как от своего сына, называя его лишь «оболочкой» и слабаком, а после возносит анархистскую речь и собирается уйти «хлопнув дверью», схватившись зубами за провод, спровоцировав Росса дать команду ударить его током. Поглотитель всасывает в себя силу электричества, превратившись в огромный электромагнитный шторм, и уносит с собой Халка, в финальной битве с которым безумный учёный пытается забрать его силу себе, но Брюс отдаёт ему силу в таких количествах, что он раздувается огромным пузырём и погибает от запущенной ядерной ракеты.

### Видеоигры
- Поглотитель появляется в видеоигре The Incredible Hulk.
- Поглотитель появляется как босс Marvel: Ultimate Alliance 2 в версиях PSP, PS2 и Wii. Озвучен Дэвидом Хоупом.
- Поглотитель появляется в игре Lego Marvel Super Heroes.[78] Озвучен Джоном Ди Маджо.
- Поглотитель появляется в Marvel: Avengers Alliance. Он появляется как один из злодеев, введенных во 2 Сезон.
- Поглотитель — играбельный персонаж в Marvel: Future Fight.[79]